# Mouchnice
Mouchnice (in tedesco Mauchnitz) è un comune della Repubblica Ceca facente parte del distretto di Hodonín, in Moravia Meridionale.

Mouchnice Panorama (2009)